# Zeno Kieft
Zeno Kieft
(Den Haag, 2 november 1991) is een Nederlandse Rugby Union-speler. Na Tim Visser is hij de tweede Nederlander die professioneel rugby speelt. Kieft speelt in de Franse Top 14-competitie voor Le Stade rochelais.
Hij begon met rugby als 11-jarige bij de Haagsche Rugby Club. In 2010 werd hij op 19-jarige leeftijd gescout door Stade rochelais waar hij de Onder 21- en Onder 23-teams doorliep voordat hij doorbrak in het eerste team. In Nederland speelde hij op diverse posities, maar in Frankrijk werd hij opgeleid tot flanker. In november 2015 tekende hij een nieuw driejarig contract bij de club in het zuidwesten van Frankrijk. In 2021 maakte hij bekend na dat seizoen te stoppen als professioneel rugbyer, om zich te richten op zijn maatschappelijke carrière. 